# Einheitengleichung
Eine Einheitengleichung ist eine Gleichung, die eine Beziehung zwischen physikalischen Einheiten oder Maßeinheiten ausdrückt. Zu einem bekannten funktionalen Zusammenhang enthält sie die Einheiten der in der Größengleichung vorkommenden physikalischen Größen und physikalischen Konstanten. Sie dient zur Nachprüfung der aufgestellten Funktion, zur Bestimmung der Einheit einer Größe oder Konstanten in einem gewählten Einheitensystem oder zur Umrechnung zwischen Einheiten.

## Grundlagen
Jeder spezielle Wert einer physikalischen Größe (Größenwert) wird als Produkt aus einem Zahlenwert und einer Einheit angegeben. Dazu lässt sich für jede Größe eine Basiseinheit oder eine kohärente abgeleitete Einheit angeben. Diese ist im internationalen Einheitensystem (SI) ein Produkt aller sieben Basiseinheiten des Einheitensystems in je einer eigenen Potenz. Wird die Einheit einer Größe {\displaystyle Q} mit eckigen Klammern um das Größenzeichen gekennzeichnet, so gilt allgemein für jede abgeleitete Einheit
{\displaystyle [Q]=\xi \cdot \mathrm {m} ^{\alpha }\cdot \mathrm {kg} ^{\beta }\cdot \mathrm {s} ^{\gamma }\cdot \mathrm {A} ^{\delta }\cdot \mathrm {K} ^{\epsilon }\cdot \mathrm {mol} ^{\zeta }\cdot \mathrm {cd} ^{\eta }}
Darin ist {\displaystyle \xi } ein Zahlenfaktor; für die hier fast ausschließlich behandelten kohärenten Einheiten ist {\displaystyle \xi =1}. Die Exponenten {\displaystyle \alpha } bis {\displaystyle \eta } sind im Allgemeinen ganze Zahlen. In anderen Einheitensystemen (und selten im SI) können auch rationale Zahlen als Exponenten auftreten. Die Exponenten können null sein, wenn die dazugehörigen Basiseinheiten in der abgeleiteten Einheit nicht vorkommen.
Vor diesen Hintergrund wird eine Einheitengleichung definiert als eine „mathematische Beziehung zwischen Basiseinheiten, kohärenten abgeleiteten Einheiten und anderen Maßeinheiten“.
Hinweis: Nach den Regeln für Formelsatz werden Größenzeichen kursiv (schräg) und Einheitenzeichen senkrecht (geradestehend) geschrieben.

## Einheitenbetrachtung
Eine simple Methode zur Prüfung, ob eine Gleichung mit physikalischen Größen überhaupt richtig sein kann, besteht darin, dass die Einheitengleichung aufgestellt wird, und dass darin Summanden miteinander sowie die linke Seite der Gleichung mit der rechten Seite auf Übereinstimmung geprüft werden. Bei Bedarf müssen abgeleitete Einheiten durch ihr Produkt der Basiseinheiten ersetzt werden, um vereinfachen zu können. Diese Betrachtung reicht jedoch nicht aus, um eine Funktion insgesamt auf Korrektheit zu überprüfen; eine Übereinstimmung ist nur notwendige, aber keine hinreichende Bedingung.
In der Elektrotechnik tritt die Einheit Volt besonders häufig auf; es ist üblich, diese Einheit wie eine Basiseinheit zu betrachten und nicht zu ersetzen. Für die Beziehung zwischen den „mechanischen Einheiten“ Newton ({\displaystyle \mathrm {N} }), Meter ({\displaystyle \mathrm {m} }), Sekunde ({\displaystyle \mathrm {s} }) und den „elektrischen Einheiten“ Watt ({\displaystyle \mathrm {W} }), Volt ({\displaystyle \mathrm {V} }), Ampere ({\displaystyle \mathrm {A} }) gilt die exakte Festlegung
{\displaystyle \mathrm {N\,m=W\,s=V\,A\,s} }

## Beispiele

### Nachprüfung durch Einheitenbetrachtung
Wem in der angeblich für den idealen Schwingkreis geltenden Gleichung
{\displaystyle f_{0}={\frac {1}{2\pi {\sqrt {LC}}}}}
fraglich ist, ob darin der Faktor {\displaystyle {\sqrt {LC}}} richtig ist, bietet sich als einfacher Test eine Einheitenbetrachtung an. Mit
- der Frequenz {\displaystyle f_{0}} und {\displaystyle [f_{0}]=\mathrm {Hz=s^{-1}} }
- der Induktivität {\displaystyle L} und {\displaystyle [L]=\mathrm {H={\frac {Vs}{A}}} }
- der Kapazität {\displaystyle C} und {\displaystyle [C]=\mathrm {F={\frac {As}{V}}} }

ergeben sich die Einheitengleichung und die nachfolgende Einsetzung zu
{\displaystyle [f_{0}]={\sqrt {{\frac {1}{[L]}}\cdot {\frac {1}{[C]}}}}\quad \Rightarrow \quad \mathrm {s^{-1}={\sqrt {{\frac {A}{Vs}}\cdot {\frac {V}{As}}}}={\sqrt {\frac {1}{s^{2}}}}} }
Da diese Rechnung auf keinen Widerspruch führt, spricht nichts gegen die Richtigkeit des Faktors.

### Bestimmung einer Einheit
Um die Einheit einer Größe festzustellen, werden beim Aufstellen der definierenden Funktion alle Größen, die darin vorkommen, zunächst auf möglichst fundamentale Größen zurückgeführt. Alternativ werden alle Einheiten der vorkommenden Größen auf Basiseinheiten umgeschrieben. Am Beispiel der Leistung {\displaystyle P} bedeutet das:
Die Leistung ist der Quotient aus Arbeit {\displaystyle W} und Zeit {\displaystyle t}, wobei die Arbeit das Produkt aus Kraft {\displaystyle F} und Weg {\displaystyle s} ist. Die Kraft wiederum ist das Produkt aus Masse {\displaystyle m} und Beschleunigung {\displaystyle a}:
{\displaystyle P={\frac {W}{t}}={\frac {F\,s}{t}}={\frac {m\,a\,s}{t}}}
Zur Bestimmung der Einheit der linken Seite werden die einzelnen Einheiten der rechten Seite
{\displaystyle [F]=\mathrm {N=kg\;{\frac {m}{s^{2}}}} },   {\displaystyle [s]=\mathrm {m} },   {\displaystyle [t]=\mathrm {s} },   {\displaystyle [m]=\mathrm {kg} },   {\displaystyle [a]=\mathrm {\frac {m}{s^{2}}} }
in die Einheitengleichung eingesetzt und so weit wie möglich zusammengefasst:
{\displaystyle [P]={\frac {[F]\,[s]}{[t]}}={\frac {[m]\,[a]\,[s]}{[t]}}=\mathrm {{\frac {kg\;{\frac {m}{s^{2}}}\;m}{s}}={\frac {kg\cdot m^{2}}{s^{3}}}=kg^{1}\cdot m^{2}\cdot s^{-3}} }
Ferner ist bekannt, dass für umgesetzte Leistung auch die Einheit Watt verwendet wird. Für diese gilt mit der oben angegebenen Festlegung
{\displaystyle \mathrm {W={\frac {N\,m}{s}}={\frac {kg\,m^{2}}{s^{3}}}} }
in Übereinstimmung mit der hier berechneten Einheit von {\displaystyle P}. Wäre diese Übereinstimmung nicht herausgekommen, wäre dies ein Hinweis, dass die Gleichung zur Bestimmung der Leistung falsch ist. Umgekehrt kann die hier berechnete, etwas sperrige Einheit durch das bequemere Zeichen der abgeleiteten Einheit Watt ersetzt werden.

### Die Einheit Eins
Einige Größen sowie dimensionslose Kennzahlen werden ohne Einheit angegeben, beispielsweise der ebene Winkel, die Anzahl der Windungen einer Spule oder Quotienten gleichartiger Größen wie der Wirkungsgrad. In diesen Fällen sind in der oben angegebenen Gleichung für die Einheit {\displaystyle [Q]} der Größe {\displaystyle Q}
{\displaystyle [Q]=\mathrm {\xi \cdot m^{\alpha }\cdot kg^{\beta }\cdot s^{\gamma }\cdot A^{\delta }\cdot K^{\epsilon }\cdot mol^{\zeta }\cdot cd^{\eta }} }
alle Exponenten gleich null. Solche Größen sind einfach Zahlen, die zugehörige Einheit ist die Einheit Eins,  Einheitenzeichen 1. Sie wird in der Regel nicht mitgeschrieben. Je nach Umstand wird stattdessen eine Hilfseinheit verwendet, um einen Größenwert gleichwohl kennzeichnen zu können. Beispielsweise wird beim Winkel gerne die Einheit Radiant verwendet mit {\displaystyle 1\,\mathrm {rad} =1} oder bei der Dehnung die Einheit Mikrometer pro Meter mit {\displaystyle 10^{6}\,\mathrm {\tfrac {\mu m}{m}} =1} oder beim Wirkungsgrad die für Verhältnisse gleichartiger Größen dienliche Hilfseinheit Prozent mit {\displaystyle 100\,\%=1}.
Transzendente Funktionen wie {\displaystyle y=\log(x)}, {\displaystyle y=\exp(x)} oder {\displaystyle y=\sin(x)} sind nur für eine unabhängige Variable {\displaystyle x} definiert, die die Einheit Eins hat. Die abhängige Variable {\displaystyle y} hat ebenfalls die Einheit Eins.
Die Einheitenbetrachtung zur Überprüfung der Richtigkeit einer Gleichung bietet sich auch hier an. Beispielsweise bei der Entladung eines Kondensators über einen Widerstand verläuft die elektrische Spannung {\displaystyle U} zeitlich als abklingende Exponentialfunktion mit der Zeit {\displaystyle t} im Exponenten. Wem nicht mehr klar ist, ob die Gleichung
{\displaystyle U=U_{0}\cdot \mathrm {e} ^{-{\frac {t}{RC}}}\quad } oder {\displaystyle \quad U=U_{0}\cdot \mathrm {e} ^{-t\cdot {RC}}}
lautet, sollte die Einheiten prüfen: Eine Kapazität {\displaystyle C} hat die Einheit {\displaystyle \mathrm {\tfrac {As}{V}} } und der Widerstand {\displaystyle R} hat die Einheit {\displaystyle \mathrm {\tfrac {V}{A}} }, dadurch hat {\displaystyle RC} die Einheit {\displaystyle \mathrm {s} }. Damit der Exponent die Einheit Eins bekommt, kann – wenn überhaupt – nur die erste Gleichung richtig sein.
Entsprechend kann{\displaystyle \quad \ln U=\ln U_{0}-{\frac {t}{RC}}\quad }nur falsch sein, weil {\displaystyle [U]\neq 1} ist. Richtig wird es mit einem Verhältnis:{\displaystyle \quad \ln {\frac {U}{U_{0}}}=-{\frac {t}{RC}}\ .}

## Umrechnung zwischen Einheiten
Neben der Beziehung zwischen den Einheiten verschiedener Größen wird auch die Beziehung zwischen verschiedenen Einheiten derselben Größe als Einheitengleichung bezeichnet. Die Umrechnung gibt es
- sowohl zwischen kohärenten abgeleiteten Einheiten und Basiseinheiten wie

| Elektr. Spannung | Einheit Volt  | {\displaystyle \mathrm {V=kg\,m^{2}\,s^{-3}\,A^{-1}} }   |
| Energie          | Einheit Joule | {\displaystyle \mathrm {J=W\,s=N\,m=kg\,m^{2}\,s^{-2}} } |
- als auch zwischen anderen Einheiten und kohärenten abgeleiteten Einheiten oder Basiseinheiten. Darin treten Umrechnungsfaktoren ungleich eins auf, die ganze Zehnerpotenzen sein können oder auch andere Zahlenwerte wie

| Länge   | {\displaystyle \mathrm {1\ mm=10^{-3}\ m} }                                               |
| Druck   | {\displaystyle \mathrm {1\ bar=10^{5}\ Pa=10^{5}\ N\,m^{-2}=10^{5}\ kg\,m^{-1}\,s^{-2}} } |
| Winkel  | {\displaystyle \mathrm {1^{\circ }=(\pi /180)\ rad=\pi /180} }                            |
| Energie | {\displaystyle \mathrm {1\ kWh=3{,}6\cdot 10^{6}\ J} }                                    |